# We

We je prvi album hrvatskog skladatelja, pijanista i pop pjevača Vladimira Bodegrajca (umjetničkim imenom Van Bod), izdan 2011. godine, u nakladi Hrvatskog društva glazbenih teoretičara.

## Popis pjesama
1. We
2. Winds Of Dreams
3. Touch Code
4. High Flying Bird
5. Little Stars
6. Life On My Side
7. Nubian Dancer
8. Take Me
9. Vortex
10. Woman In Bed
11. Confession
12. Don't Lose Yourself
13. Wings In The Dark
14. Valley Of Sadness
15. Melody

## Impresum
- Glazba / Stihovi / Vokali / Klavir / Aranžman: Vladimir Bodegrajac
- Glazbeni urednik: Tihomir Petrović
- Glazbeni producent: Srđan Sekulović – Skansi
- Izvršni producent: Tihomir Petrović
- Snimljeno i miksano: NLO studio, 2011
- Fotografija: Mario Romulić
- Nakladnik: HDGT

## Recenzija
"Nosač zvuka završava još jednim Vladimirovim biserom. Skladba Melody trodijelna je pjesma s pripjevom, lijepo harmoniziranim odsjekom koji izvodi klavir. No u kodi, valja dodati i nakon zanimljiva tonalitetnog skoka, taj se pripjev opet uvlači u polifonu igru s početnom temom skladbe, što povećava i radost slušatelja i zanimanje za takve pojave. Mnogima to može biti poticaj da krenu u glazbenom obrazovanju povijesno obrnutim putem, od Vladimira prema Bachu. Toga ne bi bilo da Vladimir nije prošao i izdržao dugotrajan i nimalo jednostavan put od Bacha do Beatlesa, da nije ustrajao tijekom stjecanja vještine muziciranja, i sve pojedinosti toga puta predočio u nov i suvremen glazbeni izraz, kraće, odličnu glazbu."

- Iz recenzije prof. Tihomira Petrovića, CD We; nakladnik: HDGT, 2011.; CD 0001 BIEM/HDS

## Vanjske poveznice
- Hrvatsko društvo glazbenih teoretičara
- NLO Studio  Arhivirana inačica izvorne stranice od 27. svibnja 2011. (Wayback Machine)